# Захаривка
Захаривка (на украински: Захарівка) е селище от градски тип в Южна Украйна, Роздилнянски район на Одеска област. Основано е през 1791 година. Населението му е около 5111 души.